# Papilio hospiton
Il macaone sardo-corso, o ospitone (Papilio hospiton Gené, 1839) è un lepidottero appartenente alla famiglia Papilionidae , endemico della Sardegna e della Corsica.

## Descrizione

### Adulto
La specie risulta filogeneticamente affine al Macaone (Papilio machaon), da cui si discosta per la presenza di "code" più corte sulle ali posteriori e per le macchie rosse più ridotte sulle pagine superiori delle ali posteriori. Nella pagina inferiore delle ali anteriori il margine presenta un disegno ondulato che raggiunge la fascia submarginale. Come altri papilionidi, il P.hospiton presenta il comportamento di Hill-topping, dato dai maschi che si posizionano su un punto di alta quota ad aspettare le femmine per l'accoppiamento.
Una curiosità è rappresentata dal fatto che gli adulti ricordano alcune specie di Papilionidi arcaici rinvenibili sull'Himalaya.
L'apertura alare è compresa tra i 3,4 e i 3,8 cm.

Entrambe le parti.

### Uova
Le uova sono di forma sferoidale e vengono deposte dagli adulti tra aprile e luglio, singolarmente su foglie e culmi.

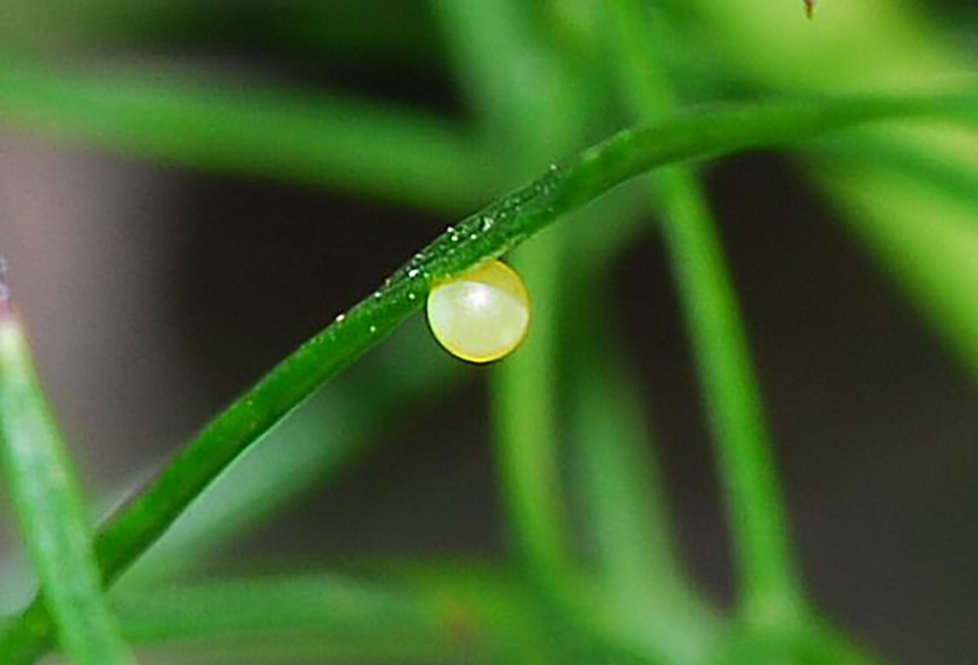
Papilio hospiton-Uovo-Sardegna-Aritzo (NU)

### Larva
La larva di questa specie è riscontrabile durante il periodo Aprile- Luglio in Sardegna e Maggio-Settembre in Corsica; presenta forma cilindrica, colorazione vivace con tinte dominanti giallo, verde, ocra e nero.

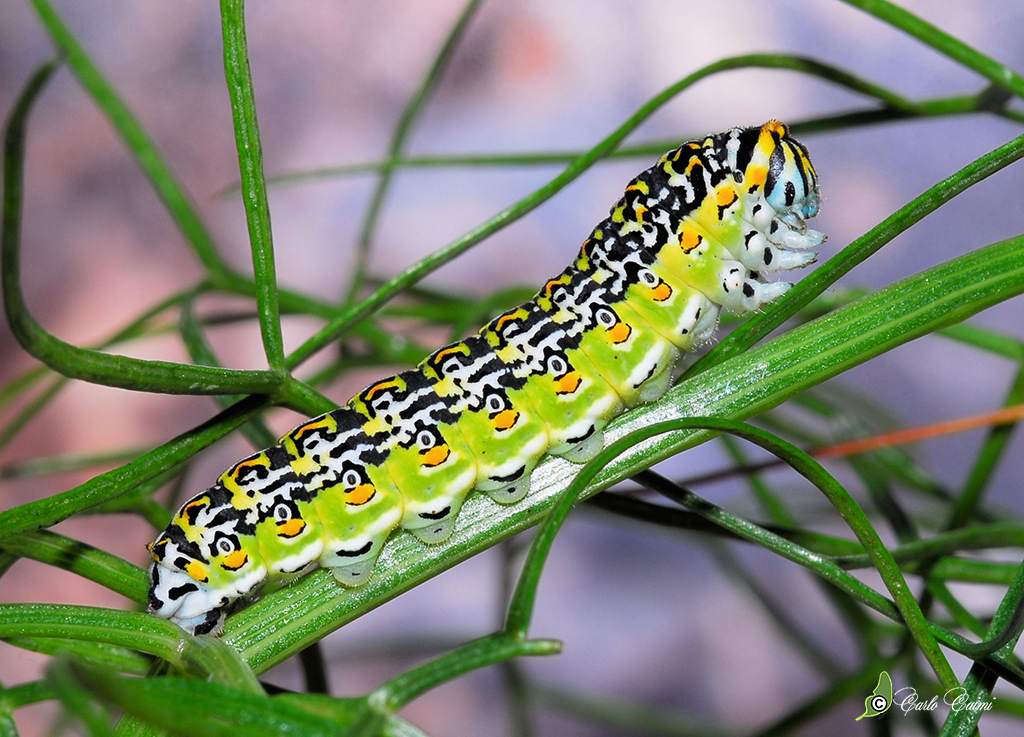
Papilio hospiton-bruco Sardegna-Ogliastra sopra lago Flumendosa.

### Pupa
La pupa è individuabile tra settembre e giugno, succinta su culmi, tenuta ferma da una cintura serica alla pianta parassitata dal bruco.

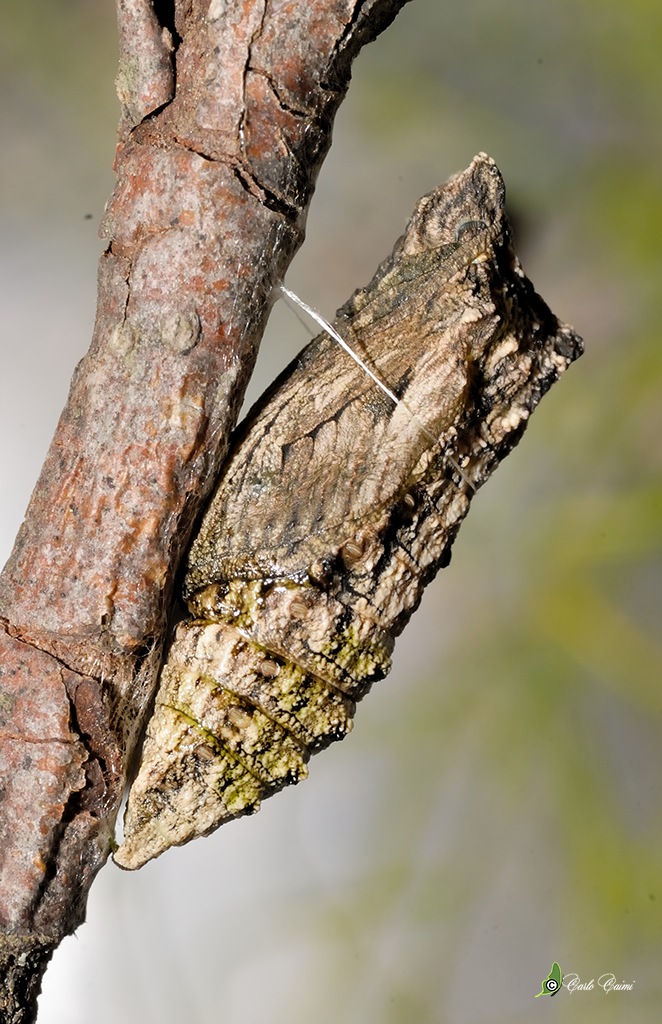
Papilio ospiton-Crisalide

## Distribuzione e habitat
L'ospitone è endemico delle isole di Sardegna e Corsica. Viene considerata specie minacciata, e pertanto protetta, ai sensi della Direttiva Habitat sia in Francia che in Italia.
Si può riscontrare in zone collinari e aree verdi montane, tra i 500 ed i 1800 metri di quota, ma è stata anche ritrovata nelle isole circum-Sarde al livello del mare.

## Biologia

### Periodo di volo
Gli adulti volano tra marzo e luglio in Sardegna e tra aprile e agosto in Corsica. La specie è monovoltina in Sardegna, ma è plausibile l'ipotesi di una seconda parziale generazione in Corsica, data la più ampia disponibilità di piante-ospite nella stagione estiva.

### Alimentazione
Le larve si alimentano sulle foglie di piante ospiti appartenenti alle famiglie Rutaceae e Apiaceae o Umbelliferae, tra cui:
- Ferula communis
- Ruta corsica
- Ruta lamarmorae
- Pastinaca latifolia ssp.divaricata
- Peucedanum paniculatum
- Laserpithium halleri ssp. cynapiifolium

La Ferula communis  è la pianta-ospite più utilizzata per l'ovodeposizione nella stagione primaverile, ma esaurisce il proprio ciclo vegetativo in maggio-giugno. Nella tarda primavera e in estate P. hospiton si sposta a deporre su piante a vegetazione prolungata e tendenzialmente più in alta quota (sopra gli 800 m):
- in Sardegna episodicamente sulla sola Ruta lamarmorae, peraltro rara e confinata a quote superiori ai 1400 m nei Monti del Gennargentu;
- in Corsica su diverse specie (Ruta corsica, Peucedanum paniculatum, Pastinaca latifolia divaricata e Laserpithium halleri cynapiifolium).  Questa più ampia scelta tra piante peraltro localizzate, ma non rare,  garantisce una popolazione larvale estiva più numerosa rispetto alla Sardegna almeno fino alla fine di agosto.

## Tassonomia
Al momento non vengono distinte sottospecie diverse da quella tipica, Papilio hospiton hospiton Gené, 1838.

## Galleria d'immagini

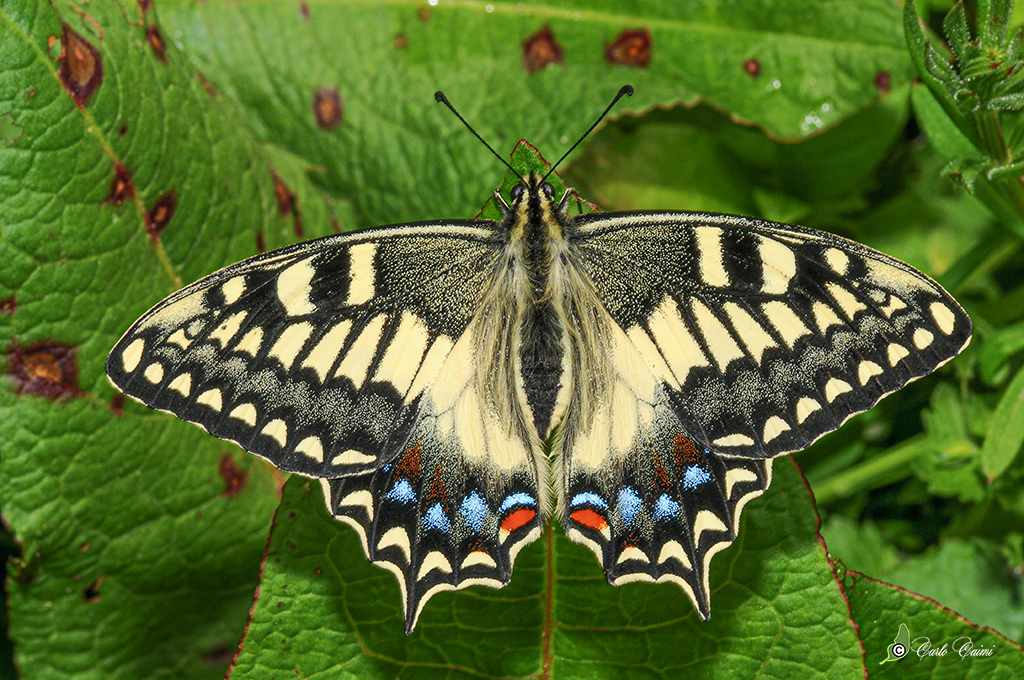
Papilio hospiton-Sardegna, Villacidro (SU)
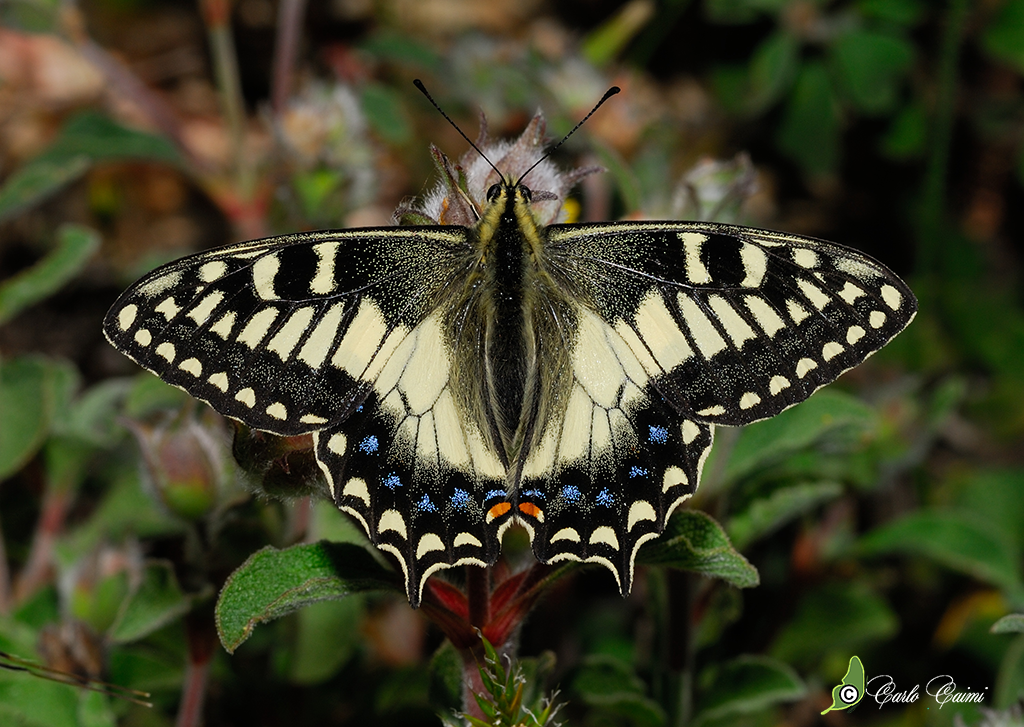
Papilio ospiton-Sardegna, Aritzo (NU)